# Pedro Manuel de Vilhena
Dom Pedro Manuel de Vilhena foi um rico-homem castelhano, segundo senhor das vilas de Montealegre e Meneses.

## Origem e percurso
Filho primogénito de D. Henrique Manuel de Vilhena, conde de Seia, senhor de Sintra e Cascais, e de D. Beatriz de Sousa, foi chefe da Casa Manuel, da linhagem dos Reis de Castela, sendo primo co-irmão dos reis desse reino, dos de Portugal e de Navarra, herdando de seu pai os senhorios de Montalegre e Meneses, dos quais foi segundo senhor. Documenta-se bem nas chancelarias de João II de Castela, onde confirma na qualidade de rico-homem de sangue, e nas quais sempre se intitula D. Pedro señor de Monte-Alegre, vassalo del Rey.
Em 1412 acha-se na coroação do rei Fernando I de Aragão, e em 1423 foi com D. Diego de Fuensalida, Bispo de Zamora, e Pedro Carrillo, senhor de Priego, falcoeiro-mor de João II de Castela, quando este rei o encarregou da prisão de D. Juan Vasquez de Tordesillas, Bispo de Segovia. Em 1429 foi um dos Grandes do Reino de quem D. João II recebeu pleito e homenagem, de que o serviriam contra os reis de Aragão e Navarra, assim como contra quem lhe desobedecesse.
Em 1431 participou batalha da Veiga de Granada entre as forças de João II de Castela e as de Maomé IX, e em 1439 era um dos Grandes que estavam unidos com o Infante D. Henrique. Em 1441 recebeu ordem de D. João II para que, entrando em Tordesilhas, impedisse aquele príncipe de ocupar esta praça, o que conseguiu. É também frequentemente mencionado no livro Seguro de Tordesilhas.
Em 1455 confirma o Privilégio Rodado das capitulações matrimoniais entre o futuro Henrique IV de Castela e D. Joana de Portugal, sua segunda mulher. A 3 de Outubro de 1458, encontrando-se em Zafra, fez um codicilo perante Alvar Rodriguez de Llerena, e Alfon Sanchez, escrivães, no qual, reportando-se ao testamento que havia feito em Palência, apenas altera a nomeação dos seus executores, uma vez que D. Joana Manrique, sua mulher, era já falecida. Em 1461 estava novamente em Zafra, sendo um dos Senhores que estavam presentes quando D. Gomes Soares de Figueiros, seu neto e segundo conde de Féria, tomou posse daquela vila, terminando os registos a seu respeito no ano de 1469. Já no reinado de Henrique IV de Castela, documenta-se no ano de 1459 com o grau de um dos do Conselho do Rei, assinalando as arras de D. Constança Osório, mulher do seu neto D. Gomes Soares de Figueiroa, depois segundo Conde de Féria.

## Casamento e descendência
Ao contrário do que se lia no epitáfio da sua sepultura, no Convento de São Paulo, em Peñafiel, não casou com D. Joana filha de Afonso V de Portugal, mas sim com D. Joana Manrique, quarta filha de Gomes Manrique, adiantado-mor de Castela, e de D. Sancha de Roxas sua mulher. Desconhece-se o ano em que este casamento se realizou, sendo certo que já estavam casados a 8 de Julho de 1435. Por escritura de 23 de Fevereiro de 1440, D. Pedro dá poder a D. Joana Manrique, sua mulher, para resolver as diferenças que tinha com suas irmãs sobre a partilha dos bens de sua mãe, D. Sancha de Roxas. O casamento de ambos teria, no entanto, de ter ocorrido em data muito anterior, como o atesta as datas dos casamentos das filhas. No compromisso que em virtude deste poder se outorgou, na sentença que pronunciaram os árbitros, e na partição que logo se fez entre D. Joana e suas irmãs a 3 ou 4 de Março de 1440, surge nomeada como D. Jvana Manriqve, muger de Don Pedro Manvel, Señor de Monte-Alegre. E por essa partição lhe adjudicaram as vilas de Amaya e Peones, e os lugares de Villavendo e Palaçuelos, a honra de Ovierna, os vassalos de Santa Maria de Animines, as herdades de Ossorno, Rojas, Quintana, Soto-Palacios, Bynal, Villanueva de los Asnos, Parrales, Cormatos, Leyva, Villaverde, Olmos, Nabero, Sotillo, Villa-Gonçalo, Maçuelo, Arenillas, Monesteruelo, Fromesta e Terrados, e a metade das azenhas de Arroydales. Para além destes domínios, possuía ainda, por herança de seu pai, o adiantado-mor, o Alfoz de la Piedra, o Castelo de Malvecino, as vilas de Villayzán e Pina, as herdades de Celadilla, Rebolleda, Rousa, Mansilla, Sant-Ibañez, Santa Cruz e Trashedo, os quais bens, e outros haveriam de ser divididos entre as suas filhas, haviam sido de D. Garcia Fernandes Manrique, quinto senhor de Amusco, seu bisavô, como comprovam as memórias do Livro del Becerro.
D. Joana Manrique fez testamento em Valladolid a 31 de Março de 1458, perante Alfom Rodrigues de Villa-Garcia, escrivão, outorgando codicilo aos 4 de Abril seguintes, o qual, junto com seu testamento, se guarda no Convento de São Paulo de Palência. Nele deixa àquele mosteiro sessenta cargas de pão, e metade da renda anual, situada nos seus lugares de Amaya, Peones, Santa Maria de Animines, Sotillo, e Arenillas de Muño: 5 mil maravedis de juro e renda, sobre as carniçarias de Burgos; e a herdade de Rojas, que o convento vendeu anos mais tarde a Chaves de Bañuelos, recebendo em troca 25 mil maravedis de juro, os quais em 1696 gozava, sobre as alcavalas de Palencia. favoreceu com a terça de seus bens a filha D. Sancha, assinalando-lhe o castelo e fortaleza de Ovierna, sua terra e seus termos, e as herdades e rendas de Palência: tudo o que podia render em cada um ano até 600 alqueires de pão. E fez este favorecimento com tal condição que não a pudesse vender, trocar ou escambar: e que nunca se junte ao partido, nem faça pacto algum, com o Conde de Haro, nem com Juan de Padilla, nem com qualquer outra pessoa; e que se ela ou os seus sucessores o quiserem vender, trocar ou empenhar, seja ao Conde de Paredes, D. Rodrigo Manrique. Mandou a D. Maria de Tovar, sua neta, filha de sua filha D. Catarina, 40 mil maravedis para ajuda do seu casamento. E, feitas estas disposições, faleceu D. Joana nesse mesmo mês de Abril de 1458, indo a sepultar no referido mosteiro de São Paulo de Palência, onde se guarda o seu corpo e o de seu marido, D. Pedro Manuel, no arco da capela que chamam de Zapata. E, já em 18 de Maio seguinte, tratavam suas filhas de dividir os seus bens.
D. Pedro Manuel sobreviveu muitos anos a sua mulher, uma vez que no arquivo de São Paulo de Palência se encontra outro testamento, outorgado em Montealegre a 28 de Abril de 1469, no qual nomeia filhos que teve fora deste matrimónio, a saber: D. Beatriz, D. Branca, D. Constança Manuel, e um filho D. Manuel que parece não ter sido legítimo, uma vez que não herdou o morgadio.
Do casamento com D. Joana Manrique teve três filhas:
- D. Maria Manuel, a primogénita, sucedeu na Casa e nos senhorios de Montealegre e Meneses, e foi senhora de Cheles e Cañaveral. Veio a casar com D. Lourenço Soares de Figueiroa, primeiro Conde de Féria, tornando-se Condessa de Féria e senhora da Casa de Villalva.[1]
- D. Sancha Manuel, senhora de Ovierna, e dos lugares desta honra, e de La Piedra, e dos lugares do seu Alfoz, recebeu o nome de sua avó, D. Sancha de Rojas. Casou com D. Juan Sarmiento, irmão de D. Diogo Gomes Sarmiento, primeiro Conde de Salinas, ambos filhos de Pedro Sarmiento, senhor de Salinas, Ocio, La Bastida, Puente de la Rà, e outros lugares, reposteiro-mor do rei, e assistente de Toledo, e de D. Maria de Mendoza, sua mulher, filha de D. Juan Hurtado de Mendoza, senhor de Morón e Gormaz, mordomo-mor do rei João II de Castela, e de sua segunda mulher D. Mencia de Mendoza, antes Condessa de Medina-Celi. Deram seus pais a D. Sancha em dote 14 mil florins de ouro, e depois a favoreceu sua mãe D. Joana Manrique na terça de seus bens. Em 1458, na partição dos bens de sua mãe, não só lhe foi adjudicada a honra de Ovierna, que devia constar do dito favorecimento, como também o Alfoz de la Piedra, um dos mais antigos senhorios da Casa Manrique

Em 1469, uma das filhas de D. Pedro professava no mosteiro cisterciense de San Quirce, em Valladolid, e outra em Las Huelgas.

## Monumento funerário
Pedro Manuel é o primeiro chefe da Casa Manuel que se tenha conhecimento haver tido um monumento funerário na chamada "Capela dos Manueis" do Convento dominicano de São Paulo de Peñafiel, panteão da família, sob a invocação de Santo Domingo in Soriano. A capela estava situada lateralmente na igreja deste convento, à mão direita do coro baixo feito no século XVII, presidida por um pequeno retábulo cujo estilo foi classificado no século XVIII como "ao antigo". O monumento estava localizado ao centro da capela, consistindo em dois jacentes de vulto em alabastro, dispostos sobre um leito sepulcral em jaspe, com toda a probabilidade os jacentes do nobre e da sua esposa. Tanto os materiais utilizados, como a data de 1568 que surgia no epitáfio, se coadunam com os anos em que viveram estes dois personagens, entre os séculos XIV e XV. As informações transmitidas pelo Libro Becerro já advertem que a inscrição estava mal formada. A explicação mais plausível é que Rodrigo Manuel (falecido em 1578), neto de D. João Manuel III, e segundo possuidor do morgadio por ele fundado, terá sido quem se encarregou, na data indicada na sepultura, de mandar fazer um monumento aos seus antepassados, tomando como modelo o monumento funerário de seu avô D. João Manuel, que se encontrava havia já trinta anos na capela de Santa Catarina do mesmo mosteiro, onde ele próprio se faria enterrar.